# Ковригин, Егор Ильич
Его́р Ильи́ч Коври́гин, Кавригин (21 мая [2 июня] 1819, Корбулаки, Саратовская губерния — 15 марта 1853, Рим) — русский живописец и литограф, представитель петербургского академизма николаевской эпохи, ассоциируемый со школой Александра Варнека; мастер исторической картины, первый иллюстратор произведений Михаила Лермонтова. Ассоциированный член — «назначенный в академики» Императорской Академии художеств (с 1852).

## Биография

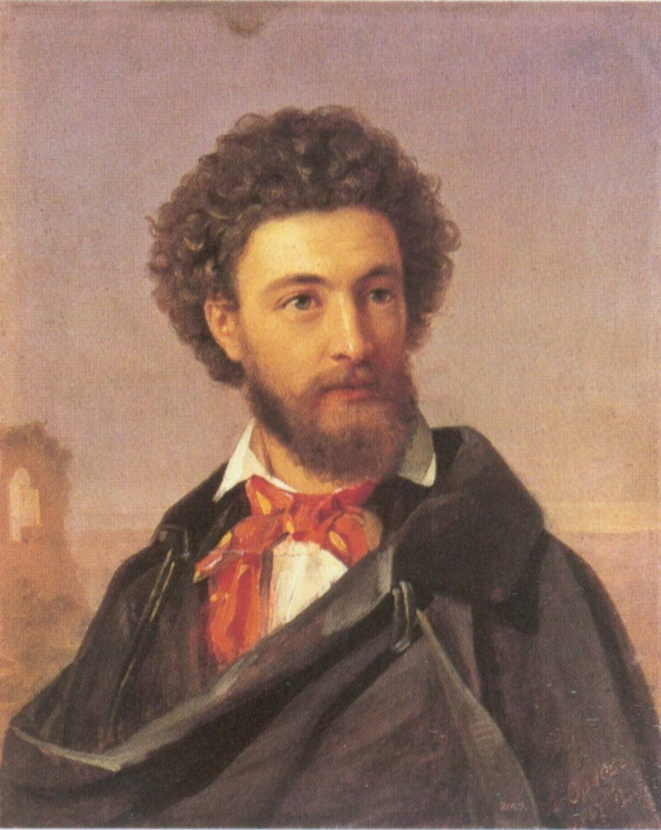
П. Н. Орлов. Портрет Е. И. Ковригина. 1847
Холст, масло. 32 x 26 см
Русский музей, Санкт-Петербург

Родился 21 мая (2 июня)  1819 года в селе Корбулаки Саратовского уезда одноимённой губернии. Сын моршанского мещанина, впоследствии петербургского купца 3-й гильдии Ильи Леонтьевича Ковригина (1792—1835), он был привезён родителями в Петербург трехлетним мальчиком и получил воспитание в реформатском училище. С 1835 года он посещал классы Академии художеств и в 1839 году выставил в ней этюд с натуры головы старика, а в 1840 и 1841 годах состоял вольноприходящим учеником Академии, заслужил от неё серебряные медали: 2-ю за рисунок с натуры и 1-ю — за живопись, после чего делал эскизы программ на получение 2-й золотой медали: «Смерть Алкивиада» в 1843 году и «Ахиллес оплакивает смерть Патрокла» в 1845 году.
Для альманаха «Дамский альбом» (Санкт-Петербург, 1844), куда вошли избранные страницы русской поэзии, Ковригин выполнил ряд литографий, в том числе портрет Лермонтова, в основу которого положено последнее прижизненное изображение поэта — акварель Кирилла Горбунова. Автолитографии Ковригина были первыми книжными иллюстрациями к произведений Лермонтова.
В 1846 году он выполнил автопортрет, ставший одной из первых работ пенсионерского периода Ковригина.
В том же году он иллюстрировал 15-ю литографированными сценами перевод «Лондонских тайн». Написав ещё: «Моисея» и «Смерть Архимеда» и будучи выпущен из Академии со званием художника XIV класса, поехал на свой счёт за границу и занялся в Риме, кроме писания этюдов и сочинения эскизов, также исполнением копии с картины Рафаэля «Коронование Богоматери», пожалованной в 1850 году императором Николаем I Академии.
Представив в 1852 году в Академию для получения звания академика свою картину «Весталка» (написана около 1850 года), он был возведён только «в назначенные», после чего занялся в Риме обработкой более обширной композиции: «Овидий читает свои произведения на Форуме», но вскоре скоропостижно скончался, 15 марта 1853 года. Похоронен на Некатолическом кладбище в Тестаччо.

## Галерея

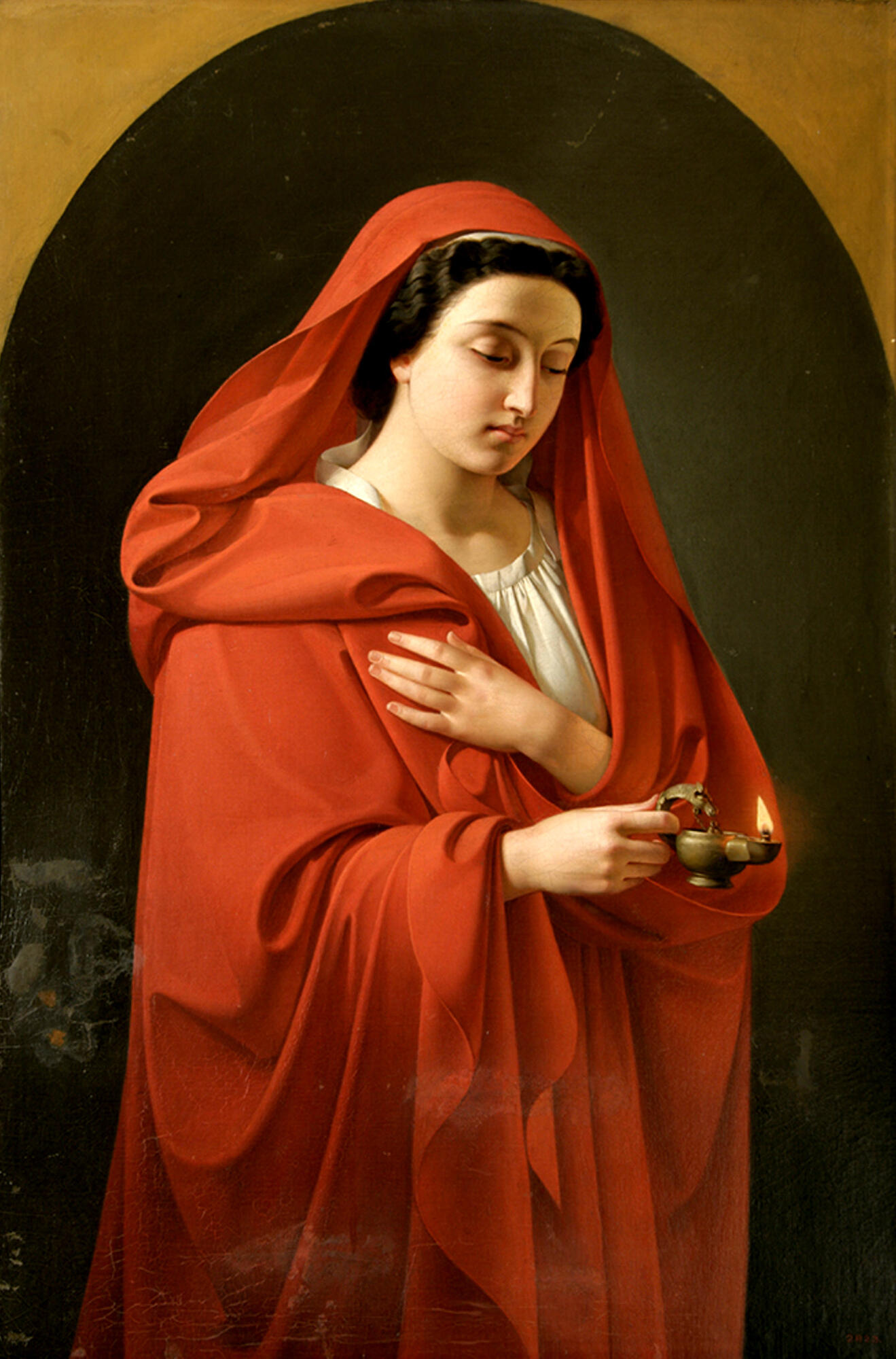
Весталка. 1840-е